# گراتزیانو باتیستینی
گراتزیانو باتیستینی (ایتالیایی: Graziano Battistini; ۱۲ مهٔ ۱۹۳۶ – ۲۲ ژانویهٔ ۱۹۹۴) دوچرخه‌سوار اهل ایتالیا بود.